# Formación Lajas
La formación Lajas fue definida por Weaver (1931) en el flanco occidental de la Sierra de la Vaca Muerta. Forma parte del grupo Cuyo y está constituida por areniscas, limolitas, arcilitas, coquinas y calizas (Leanza, 2001) destacándose las areniscas finas a gruesas con laminación paralela y entrecruzada. De acuerdo a las litologías y a las estructuras presentes se interpreta que el ambiente de depositación fue una plataforma marina somera con influencia de sistemas progradantes, como ambientes de deltas.
Infrayacentemente la formación Lajas está en contacto transicional con la formación Los Molles, mientras que hacia el tope de la formación, el contacto con la formación Tábanos, suprayacente, es también de manera transicional. Tanto la Fm. Los Molles como la Fm Tábanos pertenecen al grupo Cuyo.
Tiene importante contenido fosilífero, destacándose la presencia de invertebrados marinos como Bivalvos, Gastrópodos y también posee contenido de palinomorfos.
De acuerdo a dataciones a partir de bioestratigrafía, se le asigna a la formación una edad que va del Bajociano Inferior al Calloviano Inferior (Riccardi, 1993).